# Palais Zacco al Prà
Le Palazzo Zacco al Prà est un palais du XVIe siècle situé à Padoue en Vénétie.

## Histoire
La construction de la résidence monumentale a commencé le 19 décembre 1555 sur commande de Marco, représentant de la famille Zacco de Padoue, qui sera inclus dans le patriciat vénitien en 1653. Le bâtiment a été conçu par Andrea Moroni, incorporant probablement des bâtiments préexistants. La construction fut rapide, et en 1557 elle fut déjà occupée par les propriétaires.
Placé dans une position scénographique, à côté du palais Grimani, il ferme de manière scénographique le côté nord-ouest du Prato della Valle. Les Zacco l'occupèrent activement jusqu'au début du XIXe siècle, l'un des derniers événements majeurs fut le séjour, en tant qu'invité de la famille, de l'empereur autrichien François Ier de Habsbourg et de son épouse, Caroline-Augusta de Bavière.

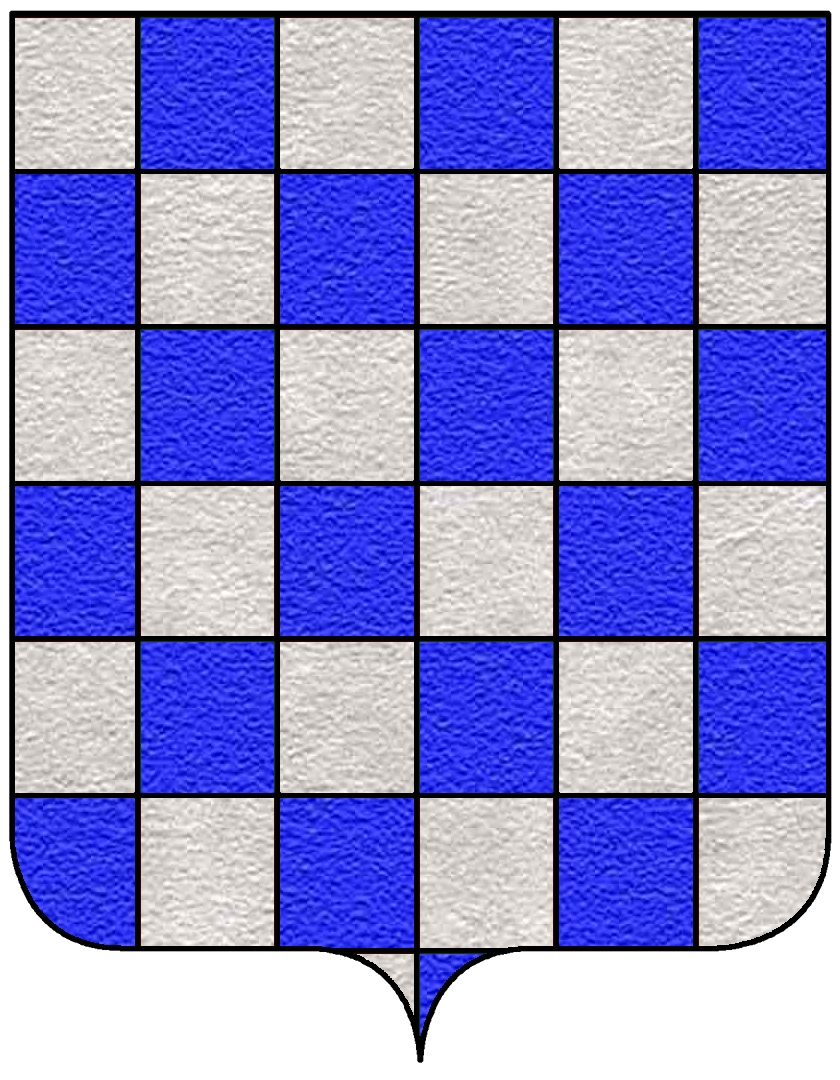
Armoiries des Zacco.

En 1839, les derniers descendants des propriétaires historiques vendirent l'édifice à la Congrégation méchitariste arménienne. Plus tard, la propriété a été absorbée par la municipalité de Padoue qui en 1904 l'a cédée à l'État. Le Palazzo Zacco a été déclaré « édifice d'intérêt artistique » le 24 avril 1925. Occupé par divers commandements militaires, le Palazzo Zacco est devenu en 1954 le siège padouan du Club des Officiers.

## Architecture
Le bâtiment s'élève sur sept arcs identiques qui ouvrent un grand portique donnant une continuité aux bâtiments environnants. Au-dessus, l'étage noble, éclairé par de grandes fenêtres fermées par des balcons : trois fenêtres centrales éclairent le hall. Les quatre autres, appariés, contiennent les armoiries des Zacco. La partie supérieure, au-delà des fenêtres de la mezzanine, est couronnée par un jeu complexe et suggestif de lunettes et d'obélisques de différentes tailles et dimensions.

## Source de traduction
- (it) Cet article est partiellement ou en totalité issu de l’article de Wikipédia en italien intitulé « Palazzo Zacco al Prà » (voir la liste des auteurs).